# Space Shuttlov trdogorivni potisnik
Space Shuttlova trdgorivna potisnika  (ang. Space Shuttle Solid Rocket Booster - SRB) sta dva trdogorivna potisnika na raketoplanu Space Shuttle, ki se uporabljata prvi dve minuti leta. Skupaj proizvedeta 83% potiska ob vzletu. Ostalih 17% proizvedejo trije motorji SSME na tekoča goriva (tekoči vodik in tekoči kisik). 
Pritrjena sta na velik oranžni tank, od katerega se ločita s pomočjo eksplozivnega naboja, ko prenehata delovati. Vsak potisnik proizvede ob vzletu 80% več potiska kot največji ameriški tekočegorivni motor F-1 na lunarni raketi Saturn V. Sicer se potisk od začetnih 1270 ton (12 MN) ob vzletu poveča na največ 1406 (14 MN) nekaj trenutkov po vzletu. 
Raketno gorivo je zmes amonijevega perklorata (69,6 %), aluminijevega prahu (16 %), železovega oksida (0,4 %), ki služi kot katalizator, in gume, ki poleg goriva služi kot vezivno sredstvo. Celoten blok je oblikovan v obliki valja, notranja stena pa ima obliko 11-krake zvezde. Ta oblika zagotavlja veliko potisno silo ob vzletu, kasneje pa manjšo (v izogib preobremenitvam ob vzletu).
Specifični impulz je 242 sekund (2,37 km/s) na nivoju morja in 268 sekund (2,63 km/s) v vakuumu. Skupna masa je 590 ton, 500 ton goriva in 90 tonski potisnik.
Vsak potisnik je 45,46 metra dolg s premerom 3,71 metra. Vsak potisnik ima APU napravo, ki poganja hidravlične sisteme za usmerjanje potiska
Trdogorivna potisnika se zaženeta po uspešnem zagonu treh motorjev  SSME, natančneje ko dosežejo 90% potisk. Trdogorivnih potisnikov sicer po zagonu ni mogoče ustaviti, delujeta dokler na zmanjka goriva.
Potisnika se ločita s pomočjo eksplozivnih nabojev na višini 46 km (150 000 čevljev), potem nadaljujeta do višine 67 kilometrov in pristaneta v morju s pomočjo padala 226 kilometrov od izstrelišča v Atlantskem oceanu.